# Endlicheria punctulata
Endlicheria punctulata là loài thực vật có hoa trong họ Nguyệt quế. Loài này được (Mez) C.K.Allen miêu tả khoa học đầu tiên năm 1966.